# Stenobothrus formosanus
Stenobothrus formosanus är en insektsart som beskrevs av Tokuichi Shiraki 1910. Stenobothrus formosanus ingår i släktet Stenobothrus och familjen gräshoppor. Inga underarter finns listade i Catalogue of Life.